# Batalla de Krasnik
La batalla de Krasnik és una batalla de la Primera Guerra Mundial que es va desenvolupar del 23 al 25 d'agost de 1914 a la província de Galítsia. El 1r exèrcit austrohongarès derrota el 4t exèrcit rus, signant així la primera victòria d'Àustria-Hongria durant el conflicte.

## Context
Des de la declaració de guerra, els dos camps mobilitzen els seus exèrcits i intenten assegurar les seves fronteres. És una cursa per ser el primer a atacar en territori enemic. Els primers enfrontaments són de baixa intensitat. El 23 d'agost els russos entren a Prússia, els austrohongaresos a la Polònia russa ocupant Miechów, ciutat del govern de Kielce.

## Objectius
El cap d'estat-major Franz Conrad von Hötzendorf tenia com a objectiu entrar a Polònia per tallar la línia estratègica de proveïment Varsòvia-Kíev, i així fa avançar el primer exèrcit austrohongarès, amb el suport del quart exèrcit.
Al mateix temps, el comandant Nikolai Ivanov ordenava als seus quart i cinquè exèrcits atacar el nord de les tropes enemigues. El xoc va tenir lloc entre el primer exèrcit austrohongarès i el quart exèrcit rus. El xoc del quart exèrcit austrohongarès i el cinquè exèrcit rus es va resoldre a la batalla de Komarów.

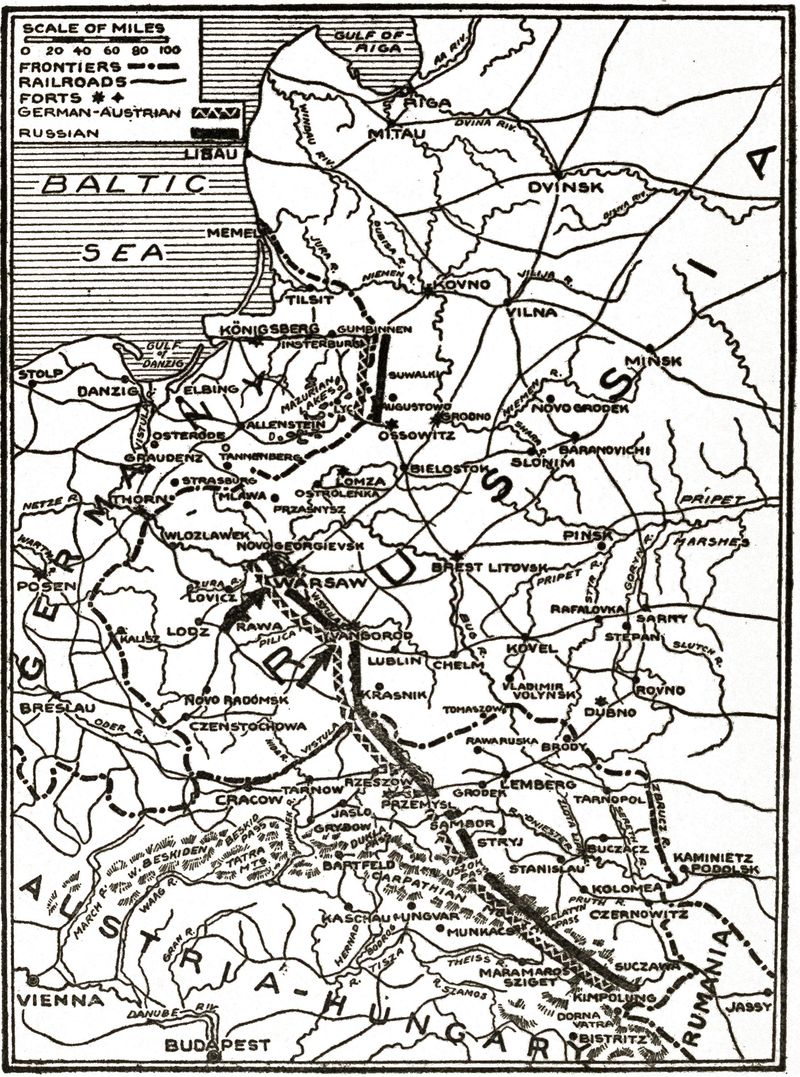
La batalla de Krasnik (al centre a la dreta de la segona fletxa)

Les forces austrohongareses tenien un avantatge de posició i un avantatge numèric entrant al cor de la batalla. Després d'una fase de moviment entre els quatre cossos d'exèrcit, el combat té lloc durant quatre dies, i va ser molt diferent d'altres batalles del front oest, les tropes no van tenir temps de preparar trinxeres i la cavalleria hi va tenir un paper destacat.

## Conseqüències
Els austrohongaresos van obtenir així una primera victòria fent retrocedir els russos. Tractat com a heroi, el vencedor de Krasnik, el general Viktor von Dankl va ser condecorat amb l'Orde militar de Marie-Thérèse i ennoblit. Però aquest èxit inicial va ser anul·lat poc després pel desastre austrohongarès de la batalla de Lviv que va permetre als russos ocupar Galítsia oriental i Bucovina.
A les seves memòries de guerra, Douglas Haig i Luigi Cadorna van tractar aquestes batalles com carnisseries generals que van costar un alt nombre de vides tant entre els soldats com entre els comandaments i van acabar per afeblir els oponents.